# Angel in Disguise
Angel in Disguise – singel łotewskiego zespołu muzycznego Musiqq napisany w 2011 roku przez producenta i współzałożyciela grupy, Maratsa Ogleznevsa oraz wydany na drugiej płycie studyjnej duetu zatytułowanej Vēl viena mūzika z 2014 roku.
W 2011 roku utwór reprezentował Łotwę podczas 56. Konkursu Piosenki Eurowizji dzięki wygraniu w lutym finału krajowych eliminacji eurowizyjnych Eirodziesma 2011. Na początku lutego został zaprezentowany w drugim półfinale selekcji, z którego awansował do finału jako jedna z pięciu propozycji. W finale organizowanym pod koniec miesiąca zdobył największe poparcie w głosowaniu jurorów oraz telewidzów.
12 maja został zaprezentowany przez duet Musiqq jako siedemnasty w kolejności podczas drugiego półfinału konkursu i zajął ostatecznie 17. miejsce z 25 punktami na koncie, przez co nie zakwalifikował się do finału.

## Lista utworów
EP
1. „Angel in Disguise” – 3:05
2. „Abrakadabra” – 3:41
3. „Dance With Somebody” – 3:08
4. „Angel in Disquise (Boyza II Remix)” – 4:35
5. „Angel in Disquise (Karaoke)” – 3:03